# Trichocerapis mirabilis
Trichocerapis mirabilis là một loài Hymenoptera trong họ Apidae. Loài này được Smith mô tả khoa học năm 1865.